# Йохан Фридрих фон Кастел-Рюденхаузен
Йохан Фридрих фон Кастел-Рюденхаузен (на немски: Johann Friedrich von Castell-Rüdenhausen) от род Кастел е граф на Кастел-Рюденхаузен (1681 – 1749).

## Биография
Роден е на 6 февруари 1675 година в Рюденхаузен. Син е на Филип Готфрид фон Кастел-Рюденхаузен (1641 – 1681) и съпругата му Анна Сибила цу Салм, вилд- и Рейнграфиня в Даун (1648 – 1685).
Той е на служба на Маркграфство Ансбах. От 1732 г. е императорски таен съветник на император Карл VI.
Умира на 23 юни 1749 година на 74 години в Рюденхаузен и е погребан там.

## Фамилия
Първи брак: на 3 февруари 1695 г. в Кастел с графиня Шарлота Юлиана фон Кастел-Ремлинген (14 септември 1670 – 5 февруари 1696), дъщеря на граф Волфганг Дитрих фон Кастел-Ремлинген (1641 – 1709) и Елизабет Доротея фон Лимпург (1639 – 1691). Те имат една дъщеря:
- Доротея Шарлота (1696 – 1729), омъжена на 30 януари 1720 г. в Алмело за граф Фридрих Вилхелм фон Рехтерен (1701 – 1729)

Втори брак: на 5 август 1696 г. в Йоринген с графиня Шарлота Луиза фон Хоенлое-Нойенщайин-Йоринген (4 септември 1671 – 1 юни 1697), дъщеря на княз Йохан Фридрих I фон Хоенлое-Нойенщайн-Йоринген (1683 – 1765) и принцеса Луиза Амьона фон Шлезвиг-Холщайн-Норбург (1642 – 1685). Те имат една дъщеря:
- Фридерика Шарлота (1697 – 1698)

Трети брак: на 22 февруари 1699 г. в дворец Драге в Шлезвиг-Холщайн с графиня Катарина Хедвиг цу Рантцау, наследничка на Брайтенбург (8 юни 1683 – 12 март 1743), дъщеря на граф Кристиан Детлев фон Рантцау-Брайтенбург (1644 – 1697) и Катарина Хедвиг фон Брокдорф (1645 – 1689). Те имат децата:
- Фридерика Елеонора (1701 – 1760), наследничка на Брайтенбург, омъжена на 2 декември 1721 г. за граф Карл Фридрих Готлиб фон Кастел (1679 – 1743)
- София (1704 –1704)
- Волфганг Христиан (1702 – 1707)
- Вилхелмина Шарлота Луиза (1705 – 1707)
- Филип Фридрих (1706 – 1706)

Четвърти брак: на 19 юли 1743 г. в Рюденхаузен с графиня Елеонора Христиана фон Хоенлое-Нойенщайн-Йоринген (1 март 1720 – 17 февруари 1746), дъщеря на княз Йохан Фридрих II фон Хоенлое-Нойенщайн-Йоринген (1683 – 1765) и Доротея София фон Хесен-Дармщат (1689 – 1723). Тя умира при раждането на синът им:
- Фридрих Лудвиг Карл Христиан (1746 – 1803), женен I. в Грайц на 8 юли 1767 г. (развод 8 ноември 1769) за графиня Фридерика Ройс-Грайц (1748 – 1816), II. в Рюденхаузен на 17 януари 1770 г. (разделени 1777) за Каролина Фридерика фон Фос (1755 – 1827)

Пети брак: на 23 февруари 1747 г. в Рюденхаузен с графиня Магдалена Доротея фон Хоенлое-Лангенбург-Ингелфинген (9 септември 1706 – 18 април 1762), дъщеря на граф Христиан Крафт фон Хоенлое-Ингелфинген. Те нямат деца.